# مارک ویگلی
مارک آنتونی ویگلی (زاده ۱۹۶۵) معمار و نویسنده نیوزلندی است. او از سال ۲۰۰۴ تا ۲۰۱۴ رئیس دانشکده معماری، برنامه‌ریزی و حفاظت دانشگاه کلمبیا، نیویورک بود.

## زندگی
ویگلی هر دو مدرک لیسانس معماری (۱۹۷۹) و دکتری خود(۱۹۸۷) را از دانشگاه آکلند، نیوزیلند گرفت. استاد مشاور دکترای او مایک آستین بود. ویگلی در سال ۱۹۸۶ آکلند را ترک کرد و در دانشگاه پرینستون تدریس کرد، همچنین از سال ۱۹۸۷ تا ۱۹۹۹ به عنوان مدیر بخش مطالعات تحصیلات تکمیلی در دانشکده معماری پرینستون مشغول به کار بود.
در سال ۱۹۸۸ ویگلی با فیلیپ جانسون نمایشگاه معماری دیکانستراکتیویست موما را نمایشگاه گردانی کرد. نمایشگاه شامل کارهای هفت معمار، که در آن زمان برای سبک معماری که به طرق مختلفی مفاهیم متعارف از معماری مرسوم را «دی‌کانستراکت می‌کرد» بود: فرانک گری، زاها حدید، پیتر آیزنمن، دنیل لیبسکیند، برنارد چومی، رم کولهاس و کوپ هیملب(ل)او. نمایشگاه گردانان آثار را به مفهوم فلسفی ساختارشکنی، که از ژاک دریدا فیلسوف فرانسوی گرفته شده بود، و نیز پیشینه تاریخی هنر- معماری ساختگرایی روسی پیوند دادند و چندین اثر از این دوره در نمایشگاه نمایش داده شد. با این حال، از این معماران تنها آیزنمن و چومی، ارتباط با دریدا و فقط حدید و کولهاس ارتباط با کانستراکتیویسم را پذیرفتند.

## مجلهٔ والیوم
در سال ۲۰۰۵، ویگلی همراه با رم کولهاس و ال بومن مجلهٔ والیوم را بنیان گذاشت. یک پروژه مشترک با آرچیز (آمستردام)، ای‌ام‌او روتردام و سی-لب (دانشگاه کلمبیا نیویورک)، مجلهٔ والیوم یک اندیشکدهٔ تجربی با تمرکز بر فرایند بازاندیشی فضایی و فرهنگی است. این مجله قصد دارد تا با ارائه دیدگاه‌های جهانی دربارهٔ معماری و طراحی، نگرش‌های گسترده‌تر به ساختارهای اجتماعی و محیط‌های ساخته شده، از تعریف معماری به عنوان ساختن ساختمان‌ها فراتر برود؛ و دربردارندهٔ روزنامه‌نگاری مترقی است.
مجله با همکاری برت استیل و مؤسسه فلیر که اساساً یک مؤسسه آکادمیک برای آموزش و تئوری شکست (در تقابل با موفقیت) است ایجاد و بنیان گذاشته شد.

## جوایز
- ۱۹۸۹ - فلوشیپ مقیم از مؤسسه معماری و شهرسازی شیکاگو
- ۱۹۹۰ - کمیته بین‌المللی منتقدان معماری (C.I.C.A.) جایزه سه سالانه نقد معماری، ۱۹۹۰
- ۱۹۹۷ - بورس پژوهشی بنیاد گراهام

## زندگی شخصی
مارک ویگلی با بئاتریس کلومینا، مورخ معماری، ازدواج کرده است.